# قایق زندگی (فیلم)
قایق زندگی (به انگلیسی: Jeevitha Nouka) فیلمی محصول سال ۱۹۵۱ و به کارگردانی کی. ویمبو است. در این فیلم بازیگرانی همچون تیکسی سوکاماران نایر، سباستین کونجوکونجو، بی.اس. ساروجا، پانکاجاوالی ایفای نقش کرده‌اند.